# Hospříz
Hospříz (en allemand : Köpferschlag) est une commune du district de Jindřichův Hradec, dans la région de Bohême-du-Sud, en République tchèque. Sa population s'élevait à 420 habitants en 2020.

## Géographie
Hospříz se trouve à 7 km à l'est-sud-est du centre de Jindřichův Hradec, à 48 km à l'est-nord-est de České Budějovice et à 116 km au sud-sud-est de Prague.
La commune est limitée par Blažejov au nord, par Střížovice et Člunek à l'est, par Kačlehy au sud, par Horní Pěna au sud-ouest et par Jindřichův Hradec à l'ouest.

## Histoire
La première mention écrite du village date de 1654.

## Administration
La commune se compose de deux quartiers :
- Hospříz
- Hrutkov

## Source
- (cs) Cet article est partiellement ou en totalité issu de l’article de Wikipédia en tchèque intitulé « Hospříz » (voir la liste des auteurs).